# Rhus chirindensis
Rhus chirindensis là một loài thực vật có hoa trong họ Đào lộn hột. Loài này được Baker f. miêu tả khoa học đầu tiên.

## Hình ảnh

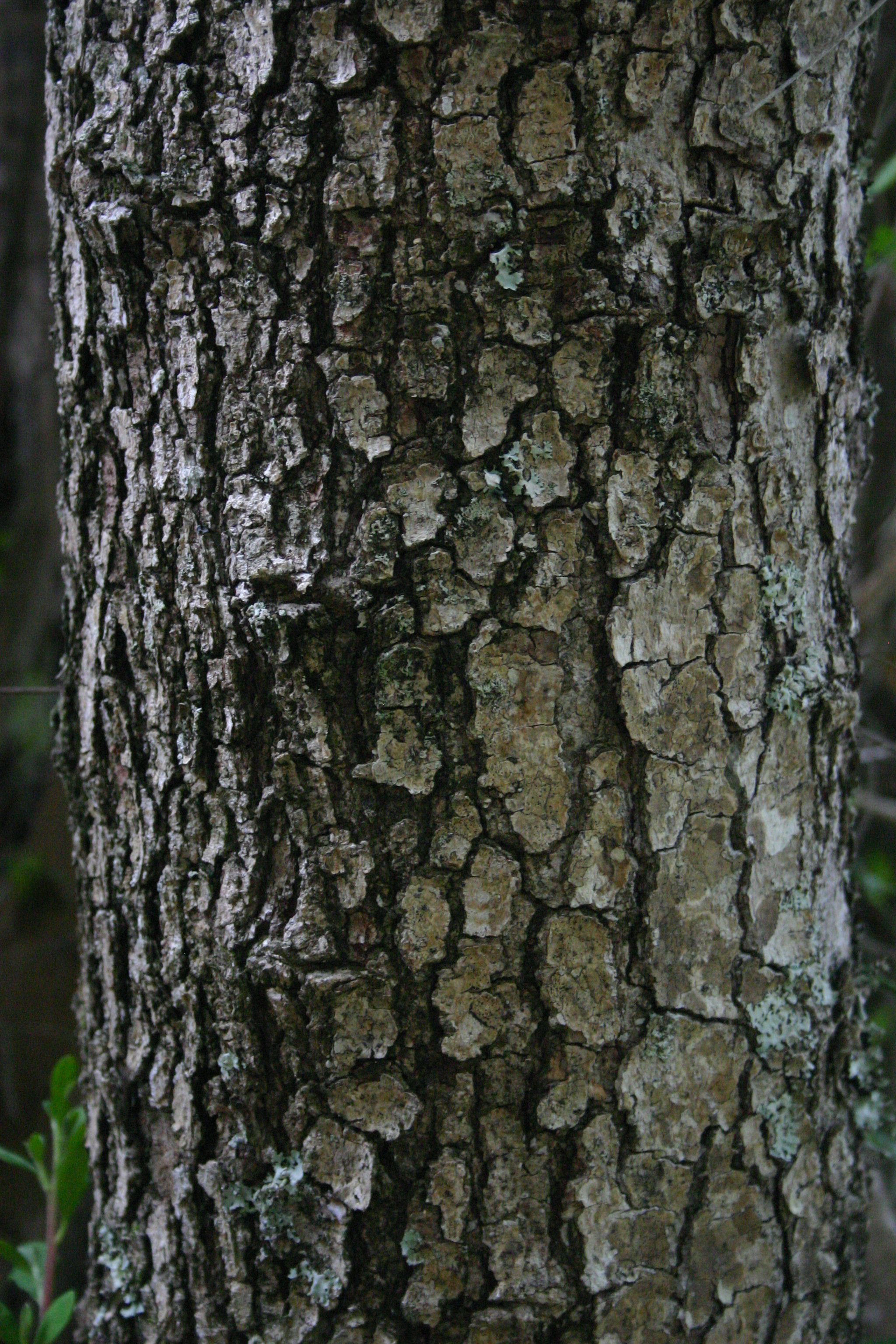
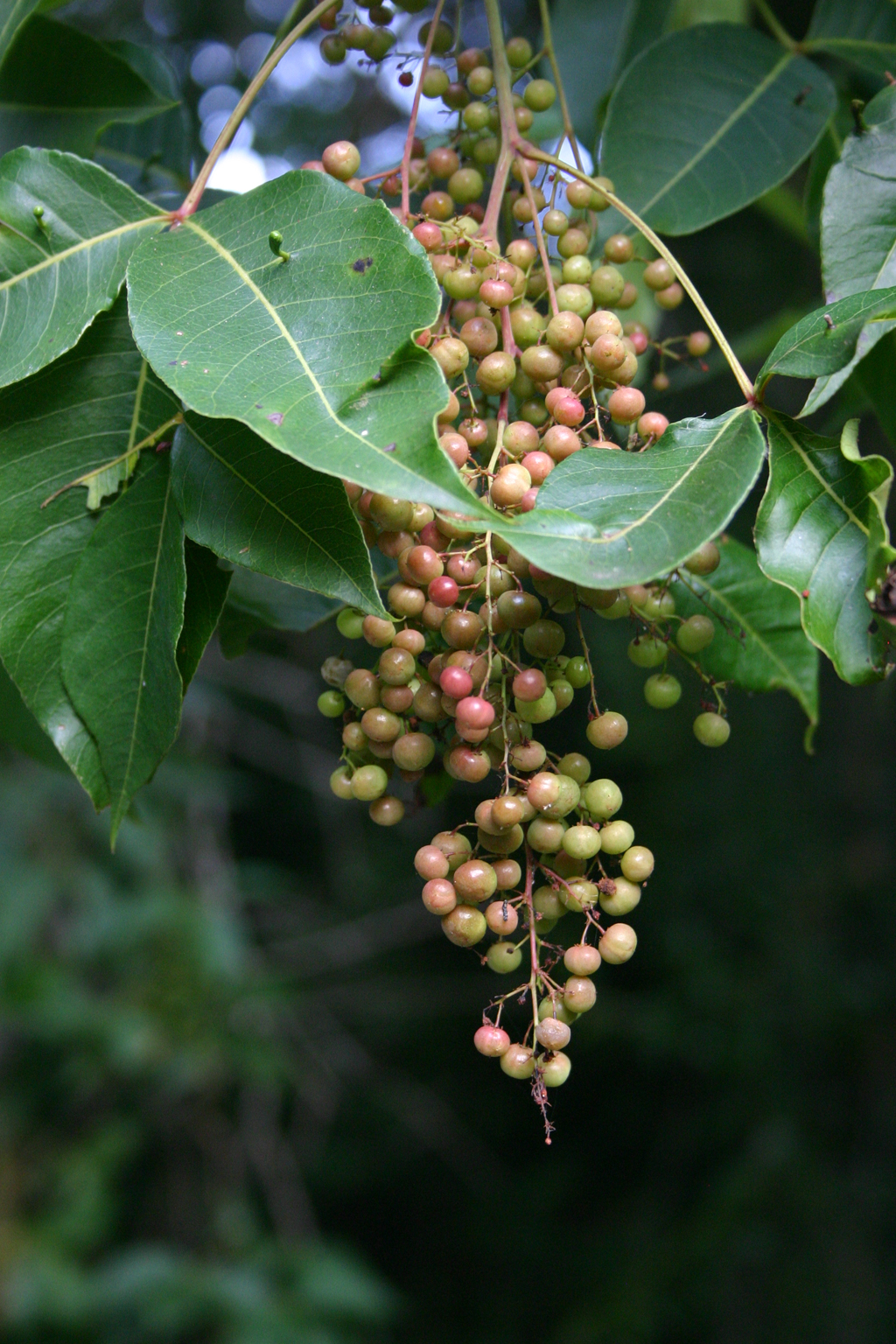
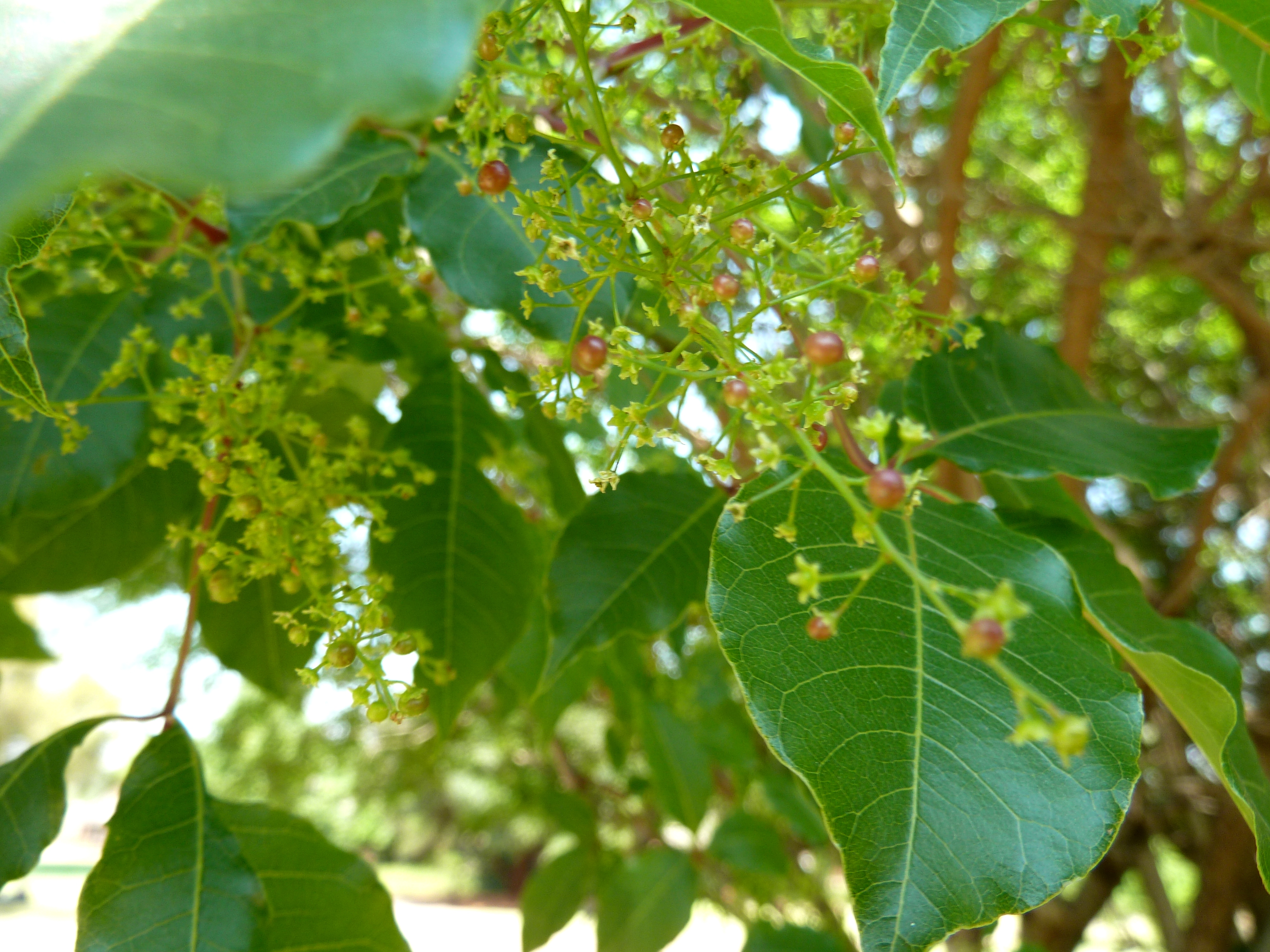
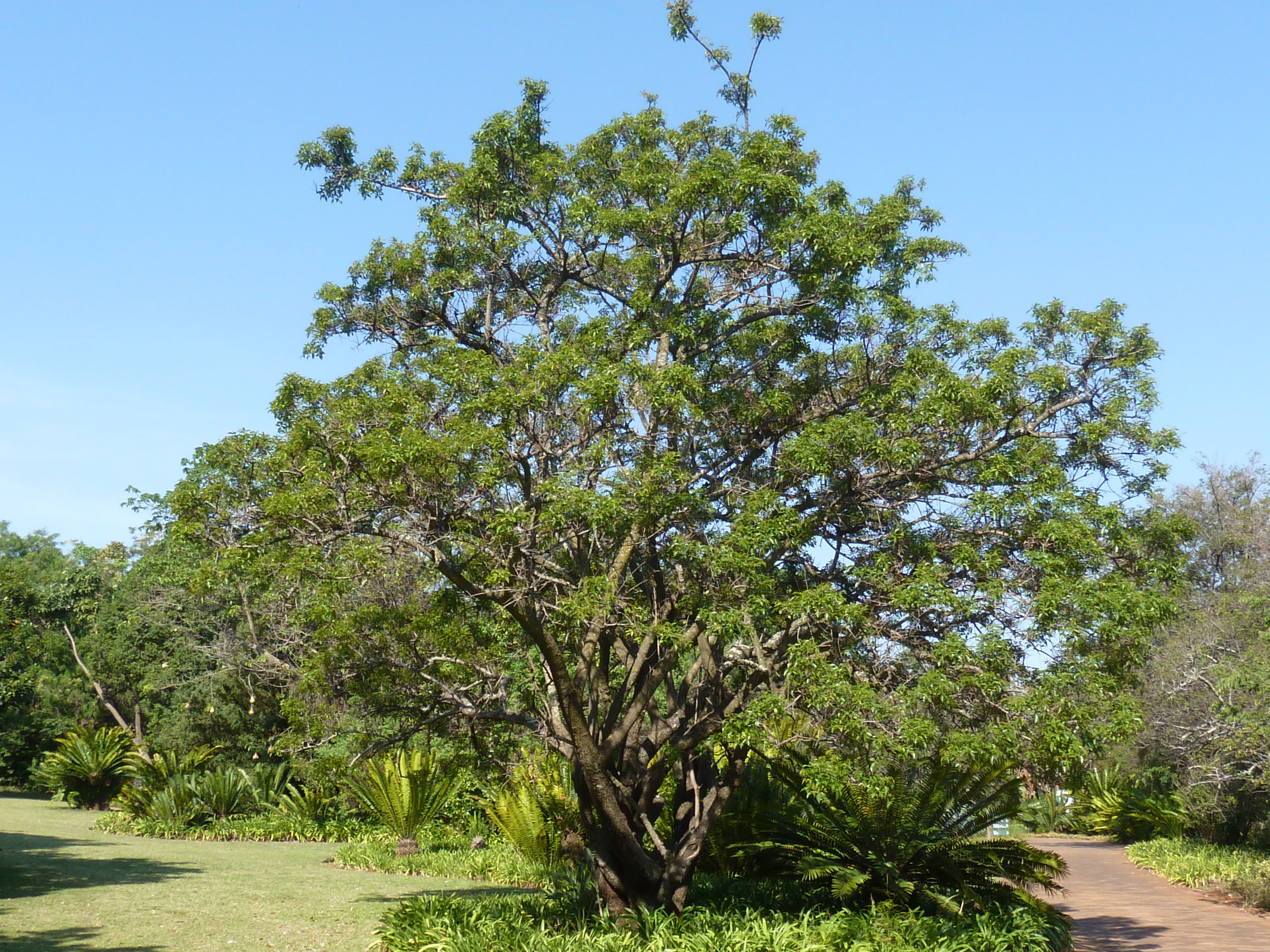